# 34178 Sarahmarie
34178 Sarahmarie è un asteroide della fascia principale. Scoperto nel 2000, presenta un'orbita caratterizzata da un semiasse maggiore pari a 2,7373462 au e da un'eccentricità di 0,0117877, inclinata di 5,67987° rispetto all'eclittica.